# Língua mizo
A língua Mizo, ou Mizo ṭawng, é o idioma nativo dos mizos do estado de Mizorã (Índia), de Chin (Mianmar) e Chatigão (Bangladexe). A língua também é chamada lushai, um termo do colonialismo, pois o povo lushei foi o primeiro da região a ter exposição aos britânicos. Embora ainda comumente usado o termo lushai (ou lusei, lushei) é considerado incorreto pelos Mizo. Muito da poesia da língua se derivou das línguas lai (pawi), da língua paite e da hmar e os mais antigos poemas considerados como Mizo são em Pawi (Lai).

## Amostra de texto
Mi zawng zawng hi zalèna piang kan ni a, zahawmna leh dikna chanvoah intluk tlâng vek kan ni. Chhia leh ṭha hriatna fîm neia siam kan nih avangin kan mihring puite chungah inunauna thinlung kan pu tlat tur a ni.
Português
Todos os seres humanos nascem livres e iguais em dignidade e direitos. São dotados de razão e consciência e devem agir em relação uns aos outros com espírito de fraternidade. (Artigo 1º da Declaração Universal dos Direitos Humanos)